# Interlands Iers voetbalelftal 1882-1899
Deze pagina toont een chronologisch en gedetailleerd overzicht van de interlands die het Iers voetbalelftal heeft gespeeld in de periode 1882 – 1899.

## Interlands

### 1882
|                                                                           |         |                                                                                    |          |                                                                                |
| 18 februari Vriendschappelijk № 1 «onderlinge duels» 14:45 uur (UTC–0:25) | Ierland | 0 – 13                                                                             | Engeland | Knock Ground, Belfast Toeschouwers: 2.500 Scheidsrechter: Robert Kennedy (NIR) |
| 18 februari Vriendschappelijk № 1 «onderlinge duels» 14:45 uur (UTC–0:25) |         | Charlie Bambridge Harry Cursham 8' Jimmy Brown 15' Arthur Brown 3' Howard Vaughton |          | Knock Ground, Belfast Toeschouwers: 2.500 Scheidsrechter: Robert Kennedy (NIR) |

|                                                                      |                                                 |       |                  |                                                                                  |
| 25 februari Vriendschappelijk № 2 «onderlinge duels» 15:00 uur (UTC) | Ierland                                         | 7 – 1 | Wales            | Racecourse Ground, Wrexham Toeschouwers: 2.000 Scheidsrechter: Bob Lythgoe (ENG) |
| 25 februari Vriendschappelijk № 2 «onderlinge duels» 15:00 uur (UTC) | John Morgan 10' John Price 41' William Owen 44' |       | 20' Sam Johnston | Racecourse Ground, Wrexham Toeschouwers: 2.000 Scheidsrechter: Bob Lythgoe (ENG) |

### 1883
|                                                                      |                                                                                      |       |         |                                                                                            |
| 24 februari Vriendschappelijk № 3 «onderlinge duels» 15:00 uur (UTC) | Engeland                                                                             | 7 – 0 | Ierland | Aigburth Cricket Ground, Liverpool Toeschouwers: 2.500 Scheidsrechter: John McDowall (SCO) |
| 24 februari Vriendschappelijk № 3 «onderlinge duels» 15:00 uur (UTC) | Olly Whateley 15', 47' Nevill Cobbold 17', 19' Arthur Dunn 43', 80' Frank Pawson 88' |       |         | Aigburth Cricket Ground, Liverpool Toeschouwers: 2.500 Scheidsrechter: John McDowall (SCO) |

|                                                                        |                 |       |                    |                                                                                    |
| 17 maart Vriendschappelijk № 4 «onderlinge duels» 15:00 uur (UTC–0:25) | Ierland         | 1 – 1 | Wales              | Ballynafeigh Park, Belfast Toeschouwers: 1.000 Scheidsrechter: John McDowall (SCO) |
| 17 maart Vriendschappelijk № 4 «onderlinge duels» 15:00 uur (UTC–0:25) | Bill Morrow 67' |       | 50' Walter Roberts | Ballynafeigh Park, Belfast Toeschouwers: 1.000 Scheidsrechter: John McDowall (SCO) |

### 1884
|                                                                                       |         |                                                                   |           |                                                                                 |
| 26 januari British Home Championship 1884 № 5 «onderlinge duels» 14:30 uur (UTC–0:25) | Ierland | 0 – 5                                                             | Schotland | Ballynafeigh Park, Belfast Toeschouwers: 2.000 Scheidsrechter: Tom Hindle (ENG) |
| 26 januari British Home Championship 1884 № 5 «onderlinge duels» 14:30 uur (UTC–0:25) |         | 12', 86' William Harrower 35', 80' Jimmy Gossland 60' John Goudie |           | Ballynafeigh Park, Belfast Toeschouwers: 2.000 Scheidsrechter: Tom Hindle (ENG) |

|                                                                                  |                                                                                 |       |         |                                                                                   |
| 9 februari British Home Championship 1884 № 6 «onderlinge duels» 15:00 uur (UTC) | Wales                                                                           | 6 – 0 | Ierland | Racecourse Ground, Wrexham Toeschouwers: 2.000 Scheidsrechter: Robert Sloan (ENG) |
| 9 februari British Home Championship 1884 № 6 «onderlinge duels» 15:00 uur (UTC) | dward Shaw 20', 68' William Owen 55', 70' Robert Jones 59' John Eyton-Jones 82' |       |         | Racecourse Ground, Wrexham Toeschouwers: 2.000 Scheidsrechter: Robert Sloan (ENG) |

|                                                                                        |                 |       |                                                        |                                                                                    |
| 23 februari British Home Championship 1884 № 7 «onderlinge duels» 15:00 uur (UTC–0:25) | Ierland         | 1 – 8 | Engeland                                               | Ballynafeigh Park, Belfast Toeschouwers: 3.000 Scheidsrechter: Thomas Lawrie (SCO) |
| 23 februari British Home Championship 1884 № 7 «onderlinge duels» 15:00 uur (UTC–0:25) | Billy McWha 88' |       | 15' Edward Johnson 76' Charlie Bambridge Harry Cursham | Ballynafeigh Park, Belfast Toeschouwers: 3.000 Scheidsrechter: Thomas Lawrie (SCO) |

### 1885
|                                                                                   |                                                                              |       |         |                                                                                    |
| 28 februari British Home Championship 1885 № 8 «onderlinge duels» 15:15 uur (UTC) | Engeland                                                                     | 4 – 0 | Ierland | Whalley Range, Manchester Toeschouwers: 6.000 Scheidsrechter: James McKillop (SCO) |
| 28 februari British Home Championship 1885 № 8 «onderlinge duels» 15:15 uur (UTC) | Charlie Bambridge 43' Ben Spilsbury 75' William Eames 77' (e.d.) Jimmy Brown |       |         | Whalley Range, Manchester Toeschouwers: 6.000 Scheidsrechter: James McKillop (SCO) |

|                                                                                | |       |                      |                                                                             |
| 14 maart British Home Championship 1885 № 9 «onderlinge duels» 15:30 uur (UTC) | Schotland | 8 – 2 | Ierland              | Hampden Park, Glasgow Toeschouwers: 6.000 Scheidsrechter: John Harvey (ENG) |
| 14 maart British Home Championship 1885 № 9 «onderlinge duels» 15:30 uur (UTC) | Alexander Barbour 10' Willie Turner 12' Alex Higgins 15', 53', 60', 70' John McPherson 35' Bobby Calderwood 51' |       | 85', 90' Johnny Gibb | Hampden Park, Glasgow Toeschouwers: 6.000 Scheidsrechter: John Harvey (ENG) |

|                                                                                      |                                |       | |                                                                                    |
| 11 april British Home Championship 1885 № 10 «onderlinge duels» 15:30 uur (UTC–0:25) | Ierland                        | 2 – 8 | Wales                                                                                              | Ballynafeigh Park, Belfast Toeschouwers: 1.500 Scheidsrechter: John McDowall (SCO) |
| 11 april British Home Championship 1885 № 10 «onderlinge duels» 15:30 uur (UTC–0:25) | Tom Molyneux 23' Alex Dill 40' |       | 50' William Owen 52', 59', 60' Herbert Sisson 55', 64' John Roach 69' Tom Burke 89' Humphrey Jones | Ballynafeigh Park, Belfast Toeschouwers: 1.500 Scheidsrechter: John McDowall (SCO) |

### 1886
|                                                                                    |                                                                         |       |         |                                                                                 |
| 27 februari British Home Championship 1886 № 11 «onderlinge duels» 15:00 uur (UTC) | Wales                                                                   | 5 – 0 | Ierland | Racecourse Ground, Wrexham Toeschouwers: 700 Scheidsrechter: Dick Gregson (ENG) |
| 27 februari British Home Championship 1886 № 11 «onderlinge duels» 15:00 uur (UTC) | Bill Roberts Job Wilding Richard Hersee Thomas Bryan Herbert Sisson 90' |       |         | Racecourse Ground, Wrexham Toeschouwers: 700 Scheidsrechter: Dick Gregson (ENG) |

|                                                                                      |                    |       |                             |                                                                                     |
| 13 maart British Home Championship 1886 № 12 «onderlinge duels» 15:30 uur (UTC–0:25) | Ierland            | 1 – 6 | Engeland                    | Ballynafeigh Park, Belfast Toeschouwers: 4.500 Scheidsrechter: James McKillop (SCO) |
| 13 maart British Home Championship 1886 № 12 «onderlinge duels» 15:30 uur (UTC–0:25) | James Williams 15' |       | Ben Spilsbury Fred Dewhurst | Ballynafeigh Park, Belfast Toeschouwers: 4.500 Scheidsrechter: James McKillop (SCO) |

|                                                                                      |                                 |       |                                                                                      |                                                                                        |
| 20 maart British Home Championship 1886 № 13 «onderlinge duels» 15:30 uur (UTC–0:25) | Ierland                         | 2 – 7 | Schotland                                                                            | Ballynafeigh Park, Belfast Toeschouwers: 3.000 Scheidsrechter: Jack Wolstenholme (ENG) |
| 20 maart British Home Championship 1886 № 13 «onderlinge duels» 15:30 uur (UTC–0:25) | John Condy 19' Sam Johnston 44' |       | 15', 18', 22', 60' Charles Heggie 32' Jim Kelly 40' Michael Dunbar 75' James Gourlay | Ballynafeigh Park, Belfast Toeschouwers: 3.000 Scheidsrechter: Jack Wolstenholme (ENG) |

### 1887
|                                                                                   |                                                                             |       |         |                                                                                    |
| 5 februari British Home Championship 1887 № 14 «onderlinge duels» 14:30 uur (UTC) | Engeland                                                                    | 7 – 0 | Ierland | Bramall Lane, Sheffield Toeschouwers: 6.000 Scheidsrechter: Alexander Hunter (WAL) |
| 5 februari British Home Championship 1887 № 14 «onderlinge duels» 14:30 uur (UTC) | Fred Dewhurst 2', 87' Nevill Cobbold 25', 49' Tinsley Lindley 27', 43', 52' |       |         | Bramall Lane, Sheffield Toeschouwers: 6.000 Scheidsrechter: Alexander Hunter (WAL) |

|                                                                                    |                                                                    |       |                 |                                                                                  |
| 19 februari British Home Championship 1887 № 15 «onderlinge duels» 15:30 uur (UTC) | Schotland                                                          | 4 – 1 | Ierland         | Hampden Park, Glasgow Toeschouwers: 1.000 Scheidsrechter: Alexander Hunter (WAL) |
| 19 februari British Home Championship 1887 № 15 «onderlinge duels» 15:30 uur (UTC) | Willie Watt 5' Tom Jenkinson 43' Billy Johnston 55' Jimmy Lowe 75' |       | 43' Fred Browne | Hampden Park, Glasgow Toeschouwers: 1.000 Scheidsrechter: Alexander Hunter (WAL) |

|                                                                                      |                                                                         |       |                  |                                                                                  |
| 12 maart British Home Championship 1887 № 16 «onderlinge duels» 15:30 uur (UTC–0:25) | Ierland                                                                 | 4 – 1 | Wales            | Oldpark Avenue, Belfast Toeschouwers: 4.000 Scheidsrechter: James McKillop (SCO) |
| 12 maart British Home Championship 1887 № 16 «onderlinge duels» 15:30 uur (UTC–0:25) | Olphie Stanfield 20' Fred Browne 44' Jack Peden 65' Joseph Sherrard 70' |       | 55' Henry Sabine | Oldpark Avenue, Belfast Toeschouwers: 4.000 Scheidsrechter: James McKillop (SCO) |

### 1888
|                                                                | |        |         |                                                                                 |
| 3 maart British Home Championship 1888 № 17 «onderlinge duels» | Wales | 11 – 0 | Ierland | Racecourse Ground, Wrexham Toeschouwers: 2.000 Scheidsrechter: Tom Hindle (ENG) |
| 3 maart British Home Championship 1888 № 17 «onderlinge duels» | Jack Doughty 1', 3', 36', 61', 79', 89' Edmund Howell 15', 73' Job Wilding 21', 55' William Pryce-Jones 84' |        |         | Racecourse Ground, Wrexham Toeschouwers: 2.000 Scheidsrechter: Tom Hindle (ENG) |

|                                                                                      |                                   |        | |                                                                               |
| 24 maart British Home Championship 1888 № 18 «onderlinge duels» 15:30 uur (UTC–0:25) | Ierland                           | 2 – 10 | Schotland | Oldpark Avenue, Belfast Toeschouwers: 5.000 Scheidsrechter: Bob Parlane (SCO) |
| 24 maart British Home Championship 1888 № 18 «onderlinge duels» 15:30 uur (UTC–0:25) | John Lemon 18' William Dalton 24' |        | 5' Geordie Dewar 8', 33', 40', 45' Billy Dickson 15' Thomas Breckenridge 30' Ralph Aitken 53' Neil McCallum 65' (e.d.) Bob Wilson 83' Allan Stewart | Oldpark Avenue, Belfast Toeschouwers: 5.000 Scheidsrechter: Bob Parlane (SCO) |

|                                                                                     |                 |       |                                                              |                                                                                     |
| 7 april British Home Championship 1888 № 19 «onderlinge duels» 15:30 uur (UTC–0:25) | Ierland         | 1 – 5 | Engeland                                                     | Ballynafeigh Park, Belfast Toeschouwers: 7.000 Scheidsrechter: James McKillop (SCO) |
| 7 april British Home Championship 1888 № 19 «onderlinge duels» 15:30 uur (UTC–0:25) | Billy Crone 32' |       | 10' Fred Dewhurst 14', 39', 60' Albert Allen Tinsley Lindley | Ballynafeigh Park, Belfast Toeschouwers: 7.000 Scheidsrechter: James McKillop (SCO) |

### 1889
|                                                                                |                                                      |       |                  |                                                                            |
| 2 maart British Home Championship 1889 № 20 «onderlinge duels» 15:30 uur (UTC) | Engeland                                             | 6 – 1 | Ierland          | Anfield, Liverpool Toeschouwers: 6.500 Scheidsrechter: Alfred Davies (WAL) |
| 2 maart British Home Championship 1889 № 20 «onderlinge duels» 15:30 uur (UTC) | Alf Shelton Jack Yates 35' Joe Lofthouse Jack Brodie |       | 10' James Wilton | Anfield, Liverpool Toeschouwers: 6.500 Scheidsrechter: Alfred Davies (WAL) |

|                                                                                |                                                                                |       |         |                                                                                 |
| 9 maart British Home Championship 1889 № 21 «onderlinge duels» 15:30 uur (UTC) | Schotland                                                                      | 7 – 0 | Ierland | Ibrox Stadium, Glasgow Toeschouwers: 6.000 Scheidsrechter: William Stacey (ENG) |
| 9 maart British Home Championship 1889 № 21 «onderlinge duels» 15:30 uur (UTC) | Frank Watt 7', 10' David Black 25' Willie Groves 32', 50', 70' Tom McInnes 88' |       |         | Ibrox Stadium, Glasgow Toeschouwers: 6.000 Scheidsrechter: William Stacey (ENG) |

|                                                                                      |               |       |                               |                                                                                  |
| 27 april British Home Championship 1889 № 22 «onderlinge duels» 14:30 uur (UTC–0:25) | Ierland       | 1 – 3 | Wales                         | Ballynafeigh Park, Belfast Toeschouwers: 1.500 Scheidsrechter: Thomas Park (SCO) |
| 27 april British Home Championship 1889 № 22 «onderlinge duels» 14:30 uur (UTC–0:25) | John Lemon 1' |       | 20', 44', 60' Richard Jarrett | Ballynafeigh Park, Belfast Toeschouwers: 1.500 Scheidsrechter: Thomas Park (SCO) |

### 1890
|                                                                   |                                                                           |       |                         |                                                                                     |
| 8 februari British Home Championship 1890 № 23 «onderlinge duels» | Wales                                                                     | 5 – 2 | Ierland                 | Racecourse Ground, Wrexham Toeschouwers: 3.000 Scheidsrechter: James McKillop (SCO) |
| 8 februari British Home Championship 1890 № 23 «onderlinge duels» | William Owen 8' Dick Wilcock 27' David Lewis William Pryce-Jones 56', 90' |       | 11', 44' William Dalton | Racecourse Ground, Wrexham Toeschouwers: 3.000 Scheidsrechter: James McKillop (SCO) |

|                                                                                      |                   |       | |                                                                                     |
| 15 maart British Home Championship 1890 № 24 «onderlinge duels» 15:30 uur (UTC–0:25) | Ierland           | 1 – 9 | Engeland | Ballynafeigh Park, Belfast Toeschouwers: 3.500 Scheidsrechter: James McKillop (SCO) |
| 15 maart British Home Championship 1890 № 24 «onderlinge duels» 15:30 uur (UTC–0:25) | Jack Reynolds 70' |       | 15', 60', 80' Fred Geary 16' Bill Townley 40' Joe Lofthouse 46', 75' Kenny Davenport 84' Bill Townley 88' Jack Barton | Ballynafeigh Park, Belfast Toeschouwers: 3.500 Scheidsrechter: James McKillop (SCO) |

|                                                                                      |                |       |                                                                            |                                                                                     |
| 29 maart British Home Championship 1890 № 25 «onderlinge duels» 15:30 uur (UTC–0:25) | Ierland        | 1 – 4 | Schotland                                                                  | Ballynafeigh Park, Belfast Toeschouwers: 5.000 Scheidsrechter: William Stacey (ENG) |
| 29 maart British Home Championship 1890 № 25 «onderlinge duels» 15:30 uur (UTC–0:25) | Jack Peden 25' |       | 10' Gilbert Rankin 50' Thomas Wyllie 70' John McPherson 80' Gilbert Rankin | Ballynafeigh Park, Belfast Toeschouwers: 5.000 Scheidsrechter: William Stacey (ENG) |

### 1891
|                                                                                        |                                                                                            |       |                                      |                                                                                |
| 7 februari British Home Championship 1891 № 26 «onderlinge duels» 15:15 uur (UTC–0:25) | Ierland                                                                                    | 7 – 2 | Wales                                | Ulsterville, Belfast Toeschouwers: 6.000 Scheidsrechter: Robert Harrison (SCO) |
| 7 februari British Home Championship 1891 № 26 «onderlinge duels» 15:15 uur (UTC–0:25) | William Dalton 19' Olphie Stanfield 22', 34', 42', 80' George Gaffikin 60' Sam Torrans 63' |       | 10' Robert Roberts 37' Albert Davies | Ulsterville, Belfast Toeschouwers: 6.000 Scheidsrechter: Robert Harrison (SCO) |

|                                                                                |                                                                                                  |       |                     |                                                                                      |
| 7 maart British Home Championship 1891 № 27 «onderlinge duels» 15:30 uur (UTC) | Engeland                                                                                         | 6 – 1 | Ierland             | Molineux Stadium, Wolverhampton Toeschouwers: 15.231 Scheidsrechter: Tom Gough (WAL) |
| 7 maart British Home Championship 1891 № 27 «onderlinge duels» 15:30 uur (UTC) | George Cotteril 15' Arthur Henfrey 17' Harry Daft 35' Tinsley Lindley 60', 83' Billy Bassett 63' |       | 61' Tommy Whiteside | Molineux Stadium, Wolverhampton Toeschouwers: 15.231 Scheidsrechter: Tom Gough (WAL) |

|                                                                                 |                              |       |                   |                                                                               |
| 28 maart British Home Championship 1891 № 28 «onderlinge duels» 16:00 uur (UTC) | Schotland                    | 2 – 1 | Ierland           | Celtic Park, Glasgow Toeschouwers: 8.000 Scheidsrechter: William Stacey (ENG) |
| 28 maart British Home Championship 1891 № 28 «onderlinge duels» 16:00 uur (UTC) | Jimmy Low 6' Tom Waddell 60' |       | 70' Alex Crawford | Celtic Park, Glasgow Toeschouwers: 8.000 Scheidsrechter: William Stacey (ENG) |

### 1892
|                                                                                    |               |       |                      |                                                                             |
| 27 februari British Home Championship 1892 № 29 «onderlinge duels» 15:30 uur (UTC) | Wales         | 1 – 1 | Ierland              | Penrhyn Park, Bango Toeschouwers: 4.000 Scheidsrechter: John Campbell (SCO) |
| 27 februari British Home Championship 1892 № 29 «onderlinge duels» 15:30 uur (UTC) | Ben Lewis 22' |       | 87' Olphie Stanfield | Penrhyn Park, Bango Toeschouwers: 4.000 Scheidsrechter: John Campbell (SCO) |

|                                                                                     |         |                     |          |                                                                             |
| 5 maart British Home Championship 1892 № 30 «onderlinge duels» 15:30 uur (UTC–0:25) | Ierland | 0 – 2               | Engeland | Solitude, Belfast Toeschouwers: 8.000 Scheidsrechter: Robert Harrison (SCO) |
| 5 maart British Home Championship 1892 № 30 «onderlinge duels» 15:30 uur (UTC–0:25) |         | 44', 47' Harry Daft |          | Solitude, Belfast Toeschouwers: 8.000 Scheidsrechter: Robert Harrison (SCO) |

|                                                                                      |                                          |       |                                                     |                                                                          |
| 19 maart British Home Championship 1892 № 31 «onderlinge duels» 15:30 uur (UTC–0:25) | Ierland                                  | 2 – 3 | Schotland                                           | Solitude, Belfast Toeschouwers: 10.500 Scheidsrechter: John Taylor (WAL) |
| 19 maart British Home Championship 1892 № 31 «onderlinge duels» 15:30 uur (UTC–0:25) | James Williamson 38' George Gaffikin 78' |       | 25' Sandy Keillor 28' William Lambie 60' Dave Ellis | Solitude, Belfast Toeschouwers: 10.500 Scheidsrechter: John Taylor (WAL) |

### 1893
|                                                                                    |                                                                                             |       |                     |                                                                                    |
| 25 februari British Home Championship 1893 № 32 «onderlinge duels» 15:30 uur (UTC) | Engeland                                                                                    | 6 – 1 | Ierland             | Wellington Road, Perry Barr Toeschouwers: 10.000 Scheidsrechter: Thomas Park (SCO) |
| 25 februari British Home Championship 1893 № 32 «onderlinge duels» 15:30 uur (UTC) | Walter Gilliat 10', 18', 30' Gilbert Smith 43' William Winckworth 60' Rupert Sandilands 75' |       | 12' George Gaffikin | Wellington Road, Perry Barr Toeschouwers: 10.000 Scheidsrechter: Thomas Park (SCO) |

|                                                                                 |                                                                                               |       |                     |                                                                             |
| 25 maart British Home Championship 1893 № 33 «onderlinge duels» 16:00 uur (UTC) | Schotland                                                                                     | 6 – 1 | Ierland             | Celtic Park, Glasgow Toeschouwers: 12.000 Scheidsrechter: John Taylor (WAL) |
| 25 maart British Home Championship 1893 № 33 «onderlinge duels» 16:00 uur (UTC) | Sandy McMahon 5' Jamie Hamilton 15' Sam Torrans 20' (e.d.) Bill Sellar 28', 80' Jim Kelly 50' |       | 43' George Gaffikin | Celtic Park, Glasgow Toeschouwers: 12.000 Scheidsrechter: John Taylor (WAL) |

|                                                                                     |                                          |       |                                      |                                                                              |
| 8 april British Home Championship 1893 № 34 «onderlinge duels» 15:30 uur (UTC–0:25) | Ierland                                  | 4 – 3 | Wales                                | Ulsterville, Belfast Toeschouwers: 3.000 Scheidsrechter: John Campbell (SCO) |
| 8 april British Home Championship 1893 № 34 «onderlinge duels» 15:30 uur (UTC–0:25) | Jack Peden 5', 50', 58' James Wilton 82' |       | 8' William Owen 34', 80' George Owen | Ulsterville, Belfast Toeschouwers: 3.000 Scheidsrechter: John Campbell (SCO) |

### 1894
|                                                                                    |                                                   |       |                      | |
| 24 februari British Home Championship 1894 № 35 «onderlinge duels» 15:00 uur (UTC) | Wales                                             | 4 – 1 | Ierland              | St Helen's Rugby and Cricket Ground, Swansea Toeschouwers: 7.000 Scheidsrechter: John Campbell (SCO) |
| 24 februari British Home Championship 1894 № 35 «onderlinge duels» 15:00 uur (UTC) | Billy Lewis 55', 82' Edwin James 65' Jack Rea 75' |       | 20' Olphie Stanfield | St Helen's Rugby and Cricket Ground, Swansea Toeschouwers: 7.000 Scheidsrechter: John Campbell (SCO) |

|                                                                                     |                                         |       |                                  |                                                                         |
| 3 maart British Home Championship 1894 № 36 «onderlinge duels» 15:30 uur (UTC–0:25) | Ierland                                 | 2 – 2 | Engeland                         | Solitude, Belfast Toeschouwers: 8.000 Scheidsrechter: Thomas Park (SCO) |
| 3 maart British Home Championship 1894 № 36 «onderlinge duels» 15:30 uur (UTC–0:25) | Olphie Stanfield 70' William Gibson 87' |       | 43' John Devey 55' Fred Spiksley | Solitude, Belfast Toeschouwers: 8.000 Scheidsrechter: Thomas Park (SCO) |

|                                                                                      |                      |       |                                        |                                                                            |
| 31 maart British Home Championship 1894 № 37 «onderlinge duels» 15:30 uur (UTC–0:25) | Ierland              | 1 – 2 | Schotland                              | Solitude, Belfast Toeschouwers: 6.000 Scheidsrechter: Edward Phennah (WAL) |
| 31 maart British Home Championship 1894 № 37 «onderlinge duels» 15:30 uur (UTC–0:25) | Olphie Stanfield 65' |       | 25' (e.d.) Sam Torrans 28' Jack Taylor | Solitude, Belfast Toeschouwers: 6.000 Scheidsrechter: Edward Phennah (WAL) |

### 1895
|                                                                                | |       |         |                                                                                         |
| 9 maart British Home Championship 1895 № 38 «onderlinge duels» 15:30 uur (UTC) | Engeland | 9 – 0 | Ierland | County Cricket Ground, Derby Toeschouwers: 10.000 Scheidsrechter: James Robertson (SCO) |
| 9 maart British Home Championship 1895 № 38 «onderlinge duels» 15:30 uur (UTC) | Sam Torrans 3' (e.d.) Steve Bloomer 4', 58' Frank Becton 15', 60' Billy Bassett 30' Rab Howell 36' John Goodall 65', 87' |       |         | County Cricket Ground, Derby Toeschouwers: 10.000 Scheidsrechter: James Robertson (SCO) |

|                                                                                      |                                            |       |                        |                                                                          |
| 16 maart British Home Championship 1895 № 39 «onderlinge duels» 15:30 uur (UTC–0:25) | Ierland                                    | 2 – 2 | Wales                  | Solitude, Belfast Toeschouwers: 6.000 Scheidsrechter: William Jope (ENG) |
| 16 maart British Home Championship 1895 № 39 «onderlinge duels» 15:30 uur (UTC–0:25) | George Gaukrodger 32' Williie Sherrard 42' |       | 10', 85' Harry Trainer | Solitude, Belfast Toeschouwers: 6.000 Scheidsrechter: William Jope (ENG) |

|                                                                                 |                                          |       |                      |                                                                                 |
| 30 maart British Home Championship 1895 № 40 «onderlinge duels» 15:45 uur (UTC) | Schotland                                | 3 – 1 | Ierland              | Celtic Park, Glasgow Toeschouwers: 15.000 Scheidsrechter: Thomas Mitchell (ENG) |
| 30 maart British Home Championship 1895 № 40 «onderlinge duels» 15:45 uur (UTC) | William Lambie 1' Johnny Walker 60', 70' |       | 35' Williie Sherrard | Celtic Park, Glasgow Toeschouwers: 15.000 Scheidsrechter: Thomas Mitchell (ENG) |

### 1896
|                                                                                    |                                                                                 |       |                 |                                                                                   |
| 29 februari British Home Championship 1896 № 41 «onderlinge duels» 15:30 uur (UTC) | Wales                                                                           | 6 – 1 | Ierland         | Racecourse Ground, Wrexham Toeschouwers: 3.000 Scheidsrechter: James Cooper (ENG) |
| 29 februari British Home Championship 1896 № 41 «onderlinge duels» 15:30 uur (UTC) | Billy Lewis 9', 20' Billy Meredith 23', 84' Grenville Morris 34' Harry Pugh 60' |       | 70' Adam Turner | Racecourse Ground, Wrexham Toeschouwers: 3.000 Scheidsrechter: James Cooper (ENG) |

|                                                                                     |                                     |       |          |                                                                              |
| 7 maart British Home Championship 1896 № 42 «onderlinge duels» 15:30 uur (UTC–0:25) | Ierland                             | 0 – 2 | Engeland | Solitude, Belfast Toeschouwers: 12.000 Scheidsrechter: James Robertson (SCO) |
| 7 maart British Home Championship 1896 № 42 «onderlinge duels» 15:30 uur (UTC–0:25) | Gilbert Smith 40' Steve Bloomer 75' |       |          | Solitude, Belfast Toeschouwers: 12.000 Scheidsrechter: James Robertson (SCO) |

|                                                                                      |                                            |       |                                        |                                                                          |
| 28 maart British Home Championship 1896 № 43 «onderlinge duels» 15:30 uur (UTC–0:25) | Ierland                                    | 3 – 3 | Schotland                              | Solitude, Belfast Toeschouwers: 8.000 Scheidsrechter: James Cooper (ENG) |
| 28 maart British Home Championship 1896 № 43 «onderlinge duels» 15:30 uur (UTC–0:25) | James Barron 20', 32' Bob Milne 43' (pen.) |       | 7', 25' Robert McColl 85' Paddy Murray | Solitude, Belfast Toeschouwers: 8.000 Scheidsrechter: James Cooper (ENG) |

### 1897
|                                                                                    |                                                                          |       |         |                                                                                       |
| 20 februari British Home Championship 1897 № 44 «onderlinge duels» 15:00 uur (UTC) | Engeland                                                                 | 6 – 0 | Ierland | Trent Bridge, West Bridgford Toeschouwers: 13.490 Scheidsrechter: Tom Robertson (SCO) |
| 20 februari British Home Championship 1897 № 44 «onderlinge duels» 15:00 uur (UTC) | Steve Bloomer 19', 85' Fred Wheldon 25', 30', 55' Charlie Athersmith 75' |       |         | Trent Bridge, West Bridgford Toeschouwers: 13.490 Scheidsrechter: Tom Robertson (SCO) |

|                                                                                     |                                                     |       |                                                           |                                                                            |
| 6 maart British Home Championship 1897 № 45 «onderlinge duels» 15:30 uur (UTC–0:25) | Ierland                                             | 4 – 3 | Wales                                                     | Solitude, Belfast Toeschouwers: 10.000 Scheidsrechter: Tom Robertson (SCO) |
| 6 maart British Home Championship 1897 № 45 «onderlinge duels» 15:30 uur (UTC–0:25) | James Barron 7' Olphie Stanfield 62' Jack Peden 68' |       | 19', 36' Billy Meredith 27' Caesar Jenkyns 66' Jack Pyper | Solitude, Belfast Toeschouwers: 10.000 Scheidsrechter: Tom Robertson (SCO) |

|                                                                                 |                                                                          |       |               |                                                                                |
| 27 maart British Home Championship 1897 № 46 «onderlinge duels» 16:00 uur (UTC) | Schotland                                                                | 5 – 1 | Ierland       | Ibrox Stadium, Glasgow Toeschouwers: 15.000 Scheidsrechter: James Cooper (ENG) |
| 27 maart British Home Championship 1897 № 46 «onderlinge duels» 16:00 uur (UTC) | John McPherson 5', 70' Neilly Gibson 15' Robert McColl 25' Alex King 40' |       | 62' Jim Pyper | Ibrox Stadium, Glasgow Toeschouwers: 15.000 Scheidsrechter: James Cooper (ENG) |

### 1898
|                                                                                    |       |                |         |                                                                             |
| 19 februari British Home Championship 1898 № 47 «onderlinge duels» 15:30 uur (UTC) | Wales | 0 – 1          | Ierland | The Oval, Llandudno Toeschouwers: 6.000 Scheidsrechter: Tom Robertson (SCO) |
| 19 februari British Home Championship 1898 № 47 «onderlinge duels» 15:30 uur (UTC) |       | 85' Jack Peden |         | The Oval, Llandudno Toeschouwers: 6.000 Scheidsrechter: Tom Robertson (SCO) |

|                                                                                     |                               |       |                                                           |                                                                            |
| 5 maart British Home Championship 1898 № 48 «onderlinge duels» 15:30 uur (UTC–0:25) | Ierland                       | 2 – 3 | Engeland                                                  | Solitude, Belfast Toeschouwers: 12.000 Scheidsrechter: Tom Robertson (SCO) |
| 5 maart British Home Championship 1898 № 48 «onderlinge duels» 15:30 uur (UTC–0:25) | Jim Pyper 15' Joe McAllen 70' |       | 37' Gilbert Smith 40' Charlie Athersmith 50' Tommy Morren | Solitude, Belfast Toeschouwers: 12.000 Scheidsrechter: Tom Robertson (SCO) |

|                                                                                      |         |                                                          |           |                                                                        |
| 26 maart British Home Championship 1898 № 49 «onderlinge duels» 15:30 uur (UTC–0:25) | Ierland | 0 – 3                                                    | Schotland | Solitude, Belfast Toeschouwers: 5.000 Scheidsrechter: John Lewis (ENG) |
| 26 maart British Home Championship 1898 № 49 «onderlinge duels» 15:30 uur (UTC–0:25) |         | 30' Tommy Robertson 42' Robert McColl 70' Willie Stewart |           | Solitude, Belfast Toeschouwers: 5.000 Scheidsrechter: John Lewis (ENG) |

### 1899
|                                                                                    | |        |                                    |                                                                                 |
| 18 februari British Home Championship 1899 № 50 «onderlinge duels» 15:00 uur (UTC) | Engeland | 13 – 2 | Ierland                            | Roker Park, Sunderland Toeschouwers: 13.000 Scheidsrechter: Alex Hamilton (SCO) |
| 18 februari British Home Championship 1899 № 50 «onderlinge duels» 15:00 uur (UTC) | Frank Forman 15', 20', 52' Charlie Athersmith 25' Gilbert Smith 32', 59', 60', 63' Steve Bloomer 40', 90' Jimmy Settle 53', 55', 80' |        | 65' Joe McAllen 88' James Campbell | Roker Park, Sunderland Toeschouwers: 13.000 Scheidsrechter: Alex Hamilton (SCO) |

|                                                                                     |                   |       |       |                                                                                      |
| 4 maart British Home Championship 1899 № 51 «onderlinge duels» 15:30 uur (UTC–0:25) | Ierland           | 1 – 0 | Wales | Grosvenor Park, Belfast Toeschouwers: 10.000 Scheidsrechter: Charles Sutcliffe (ENG) |
| 4 maart British Home Championship 1899 № 51 «onderlinge duels» 15:30 uur (UTC–0:25) | Philip Meldon 60' |       |       | Grosvenor Park, Belfast Toeschouwers: 10.000 Scheidsrechter: Charles Sutcliffe (ENG) |

|                                                                                 | |       |                    |                                                                                   |
| 25 maart British Home Championship 1899 № 52 «onderlinge duels» 15:30 uur (UTC) | Schotland | 9 – 1 | Ierland            | Celtic Park, Glasgow Toeschouwers: 12.000 Scheidsrechter: Charles Sutcliffe (ENG) |
| 25 maart British Home Championship 1899 № 52 «onderlinge duels» 15:30 uur (UTC) | Robert McColl 2', 35', 46' Alec Christie 8' Robert Hamilton 15' Jack Bell 40' Robert Hamilton 60' John Campbell 70', 85' |       | 54' Archie Goodall | Celtic Park, Glasgow Toeschouwers: 12.000 Scheidsrechter: Charles Sutcliffe (ENG) |

Engeland · Ierland · Schotland · Wales
IFA · A-internationals · Selecties · Bondscoaches · Noord-Iers vrouwenelftal · Brits olympisch elftal · N-Ierland U21 · N-Ierland U20 · N-Ierland U19 · N-Ierland U18 · N-Ierland U17 · N-Ierland U16
1882 – 1899 ·
1900 – 1919 ·
1920 – 1929 ·
1930 – 1939 ·
1940 – 1949 ·
1950 – 1959 ·
1960 – 1969 ·
1970 – 1979 ·
1980 – 1989 ·
1990 – 1999 ·
2000 – 2009 ·
2010 – 2019 ·
2020 – 2029
EK 2016
WK 1958 · 
WK 1982 · 
WK 1986
1921 · 
1922 · 
1923 · 
1924 · 
1925 · 
1926 · 
1927 · 
1928 · 
1929 · 
1930 · 
1931 · 
1932 · 
1933 · 
1934 · 
1935 · 
1936 · 
1937 · 
1938 · 
1939 · 
1940 · 1941 · 1942 · 1943 · 1944 · 1945 · 
1946 · 
1947 · 
1948 · 
1949 · 
1950 · 
1952 · 
1952 · 
1953 · 
1954 · 
1955 · 
1956 · 
1957 · 
1958 · 
1959 · 
1960 · 
1961 · 
1962 · 
1963 · 
1964 · 
1965 · 
1966 · 
1967 · 
1968 · 
1969 · 
1970 · 
1971 · 
1972 · 
1973 · 
1974 · 
1975 · 
1976 · 
1977 · 
1978 · 
1979 · 
1980 · 
1981 · 
1982 · 
1983 · 
1984 · 
1985 · 
1986 · 
1987 · 
1988 · 
1989 · 
1990 ·
1991 · 
1992 · 
1993 · 
1994 · 
1995 · 
1996 · 
1997 · 
1998 · 
1999 · 
2000 · 
2001 · 
2002 · 
2003 · 
2004 · 
2005 · 
2006 · 
2007 · 
2008 · 
2009 · 
2010 · 
2011 · 
2012 · 
2013 · 
2014 · 
2015 · 
2016 · 
2017 · 
2018 · 
2019 · 
2020 · 
2021 ·
2022 ·
2023 ·
2024
Albanië ·
Algerije ·
Andorra ·
Argentinië ·
Armenië ·
Australië ·
Azerbeidzjan ·
Barbados ·
België ·
Bosnië en Herzegovina ·
Brazilië ·
Bulgarije ·
Canada ·
Chili ·
Colombia ·
Costa Rica ·
Cyprus ·
Denemarken ·
Duitsland ·
Engeland ·
Estland ·
Faeröer ·
Finland ·
Frankrijk ·
Georgië · 
Griekenland ·
Honduras ·
Hongarije ·
Ierland ·
IJsland ·
Israël ·
Italië ·
Joegoslavië ·
Kazachstan ·
Kosovo ·
Kroatië ·
Letland ·
Liechtenstein ·
Litouwen ·
Luxemburg · 
Malta ·
Marokko ·
Mexico ·
Moldavië ·
Montenegro ·
Nederland ·
Nieuw-Zeeland ·
Noorwegen ·
Oekraïne ·
Oostenrijk ·
Panama ·
Polen ·
Portugal ·
Qatar ·
Roemenië ·
Rusland ·
Saint Kitts en Nevis ·
San Marino ·
Schotland ·
Servië ·
Servië en Montenegro ·
Slovenië ·
Slowakije ·
Sovjet-Unie ·
Spanje ·
Thailand ·
Trinidad en Tobago ·
Tsjechië ·
Tsjecho-Slowakije ·
Turkije ·
Uruguay ·
Verenigde Staten ·
Wales ·
Wit-Rusland · 
Zuid-Korea ·
Zweden ·
Zwitserland
Frankrijk (1982) · Oekraïne (2016) · Oostenrijk (1982) · Polen (2016)